# Улялюм

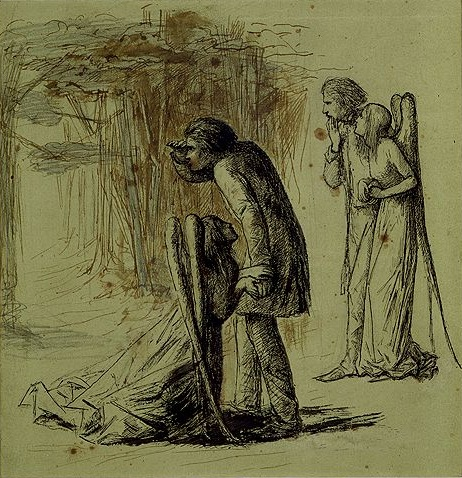
«Улялюм» в представлении Данте Габриэля Россети. Рисунок 1847—1848 годов

«Улялю́м» (англ. Ulalume; также Улалум) — стихотворение, написанное Эдгаром Алланом По в 1847 году. Так же, как и некоторые другие стихотворения Эдгара Аллана По (например, «Ворон», «Аннабель Ли» и «Линор»), «Улялюм» описывает потерю рассказчиком прекрасной женщины, внезапно скончавшейся.
Произведение было написано по просьбе преподобного Котсворта Бронсона (англ. Cotesworth Bronson), который попросил Эдгара По сочинить стихотворение, которые он смог бы прочесть на одной из своих публичных лекций. Впрочем, после того как По прислал Бронсону «Улялюм», тот решил не использовать его в своей лекции и отослал обратно автору.
Позднее Эдгар По решил послать его в литературный журнал «Sartain’s Union Magazine», однако там отклонили рукопись.
В итоге, впервые произведение было напечатано в журнале «American Review: A Whig Journal», куда По послал его в декабре 1847 года.

## Влияние
- Последний прижизненный роман Роджера Желязны получил своё название по одной из строчек стихотворения: «Ночь в тоскливом октябре» (англ. A night in the lonesome October)
- Эта же строчка дала название роману Ричарда Лаймона (англ. Night in the Lonesome October)